# Karl-Ernst Schrod
Karl-Ernst Schrod (né le 13 mars 1841 à Bickendorf, mort le 10 avril 1914 à Trèves) était un théologien en pastorale, liturgiste, évêque titulaire de Basilinopolis et évêque auxiliaire de Trèves.

## Biographie

### Enfance et jeunesse
Karl-Ernst Schrod, né et baptisé le 13 mars 1841 à Bickendorf, était le fils unique de Hubert Schrod et Scholastika-Cäcilia du Sartz de Vigneulles.  
Son père Hubert, propriétaire terrien et agriculteur, mourut le 20 février 1844, alors que Karl-Ernst n'avait pas encore trois ans. Il appartenait à famille de notables de la ville de Bitburg. Sa mère Scholastika-Cäcilia, qui appartenait à une famille noble originaire de Lorraine installée dans la région avant la Révolution française, dut éduquer son fils seule. Elle l'envoya dans une famille parente afin qu'il puisse recevoir une instruction à Sarrelouis. Par la suite, il fut élève à Recklinghausen, au Gymnasium Petrinum. Après le baccalauréat, il étudia de 1860 à 1864 la théologie et la philosophie au séminaire à Trèves. 
Il devint diacre le 23 mars 1864, puis fut ordonné prêtre par l'évêque Matthias Eberhard (de) le 27 août 1864.

### Début de carrière ecclésiastique (1864-1894)
De 1864 à 1867, Karl-Ernst Schrod fut chapelain de l'église paroissiale Saint Antoine à Trèves. Son profil exceptionnel a alors été reconnu.
Le 24 décembre 1867, il fut nommé vicaire à Ensdorf, puis curé de la paroisse à partir du 5 juillet 1868. A cette époque, Karl-Ernst, qui vénérait la Vierge Marie, y a cofondé la Rosenkranzbruderschaft ou confrérie du Rosaire.
À partir du 22 octobre 1872, il enseigna au séminaire de Trèves la théologie pastorale et la liturgie. Cependant, il dut s’exiler dès 1873 en raison du Kulturkampf (« combat pour la civilisation ») du chancelier Otto von Bismarck. Il est alors allé en Belgique et au Luxembourg, puis il revint à Trèves dès 1880.
Le 28 juillet 1885, il fut nommé Geistlicher Rat (titre honorifique).
À partir de 1889, il se rendit plusieurs fois auprès de l’évêque malade de Metz François-Louis Fleck. Nous savons que Karl-Ernst Schrod parlait parfaitement le français, langue de ses origines du côté maternel.
Le 17 février 1894, il fut nommé au Chapitre de la cathédrale de Trèves.

### Activités en tant qu'évêque auxiliaire de Trèves (1894-1914)
Karl-Ernst Schrod fut nommé évêque titulaire de Basilinopolis et évêque auxiliaire de Trèves le 17 avril 1894. La cérémonie d'ordination eut lieu le 6 mai de la même année.
Son blason ecclésiastique représentait une croix partageant l'ensemble en quatre parties. Au milieu de cette croix, on pouvait voir un cœur, et dans chacune des quatre parties, un cercle rouge. En effet, Karl-Ernst, qui avait une dévotion pour la Passion du Christ, avait associé les cinq anneaux des armoiries de la famille du Sartz de Vigneulles, dont il était issu par sa mère, aux cinq plaies du Christ.

Durant sa carrière, il consacra en tout 44 autels, 93 églises, et entreprit 108 tournées de confirmation.

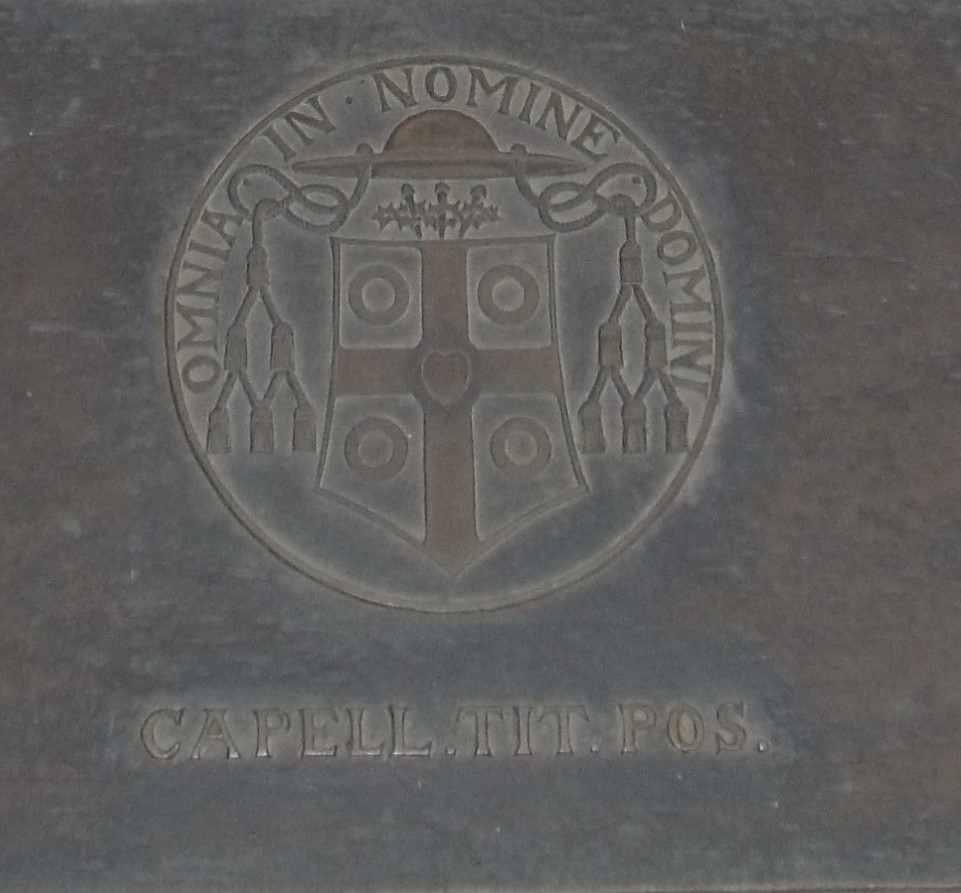
Blason de Karl-Ernst Schrod

En 1896, il fut nommé juge ecclésiastique à Trèves. 
Il garda des liens avec sa commune d'origine, Bickendorf. Ainsi, le 26 octobre 1897, il consacra la nouvelle église Saint Martin qui venait d'être reconstruite. Il créa également une fondation pour aider les étudiants de Bickendorf. Cependant, cette fondation n'a pas supporté l'inflation qui a suivi la Première Guerre mondiale.
En 1898, il fut nommé doyen de la cathédrale de Trèves.
On disait de lui qu'il était exigeant avec le clergé, mais proche des personnes et compréhensif avec les confirmands.
Il est décédé le Vendredi saint 10 avril 1914 en présence de l'archevêque Michael Felix Korum (de). Quatre jours plus tard, il fut inhumé. Son caveau est visible de nos jours dans le cloître de la cathédrale de Trèves. 
Il est aujourd'hui citoyen d'honneur de la ville de Bickendorf.

## Œuvres
Karl-Ernst Schrod a écrit de nombreux ouvrages. Il a rédigé divers livres de prière, dont un sur les anges gardiens, Angelus custos, ainsi qu'un épais ouvrage sur le rosaire, Die Geistliche Rose. Ein Unterrichts- und Andachtsbüchlein für Verehrer des Rosenkranzes, qui parut en 1873 à Einsiedeln en Suisse, lieu de pèlerinage marial, mais aussi à New York et Cincinnati. Il a traduit, sous le titre Gedenkblätter für christliche Familien, les Ricordi al popolo della città e diocese di Milano de Charles Borromée.
Il a également été l'auteur de plus d'une centaine d'articles pour le Wetzer und Weltes Kirchenlexikon, encyclopédie de théologie catholique en 12 volumes. 

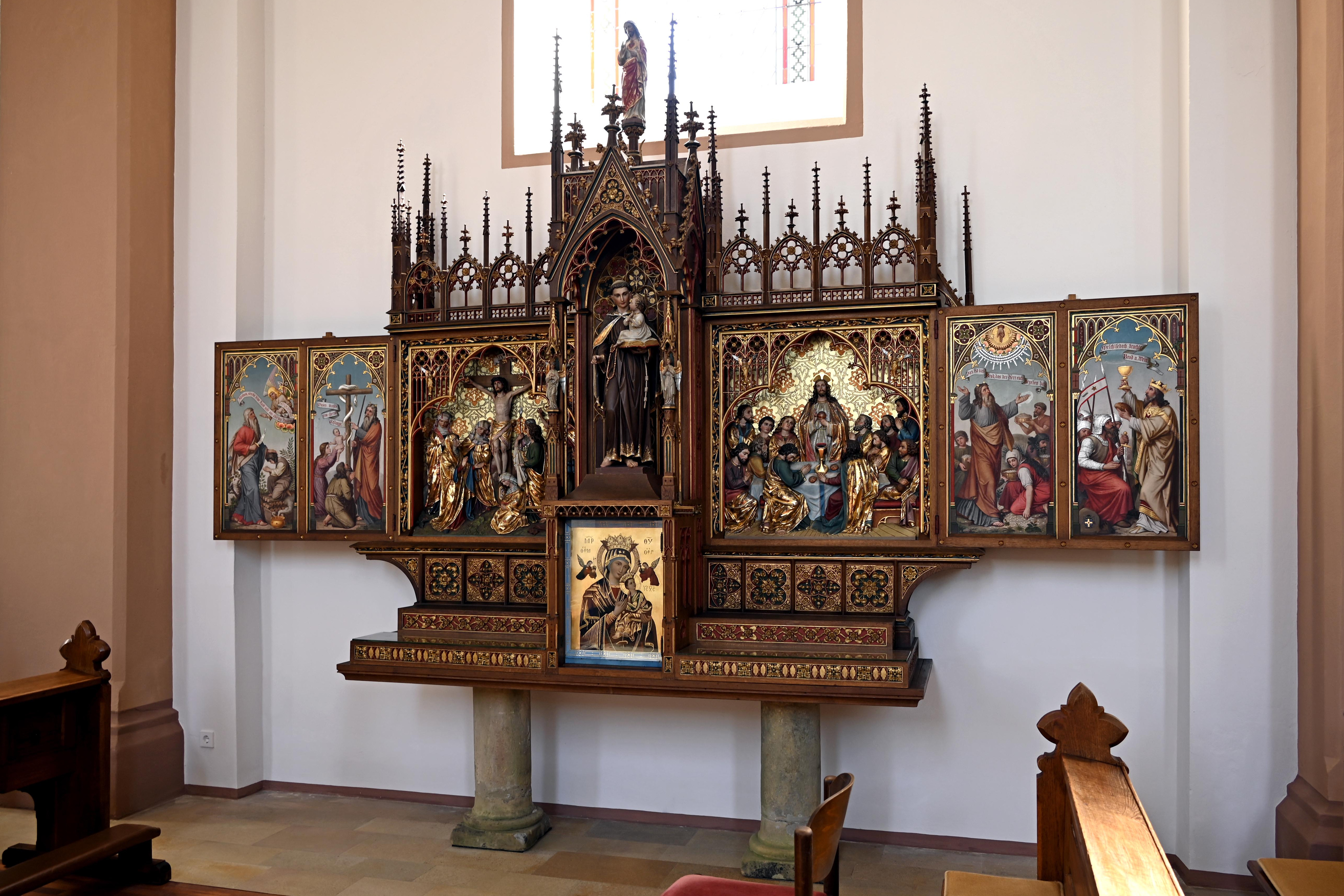
Retable néogothique offert par Karl-Ernst Schrod à l'église Sankt Martin de Bickendorf (1898)

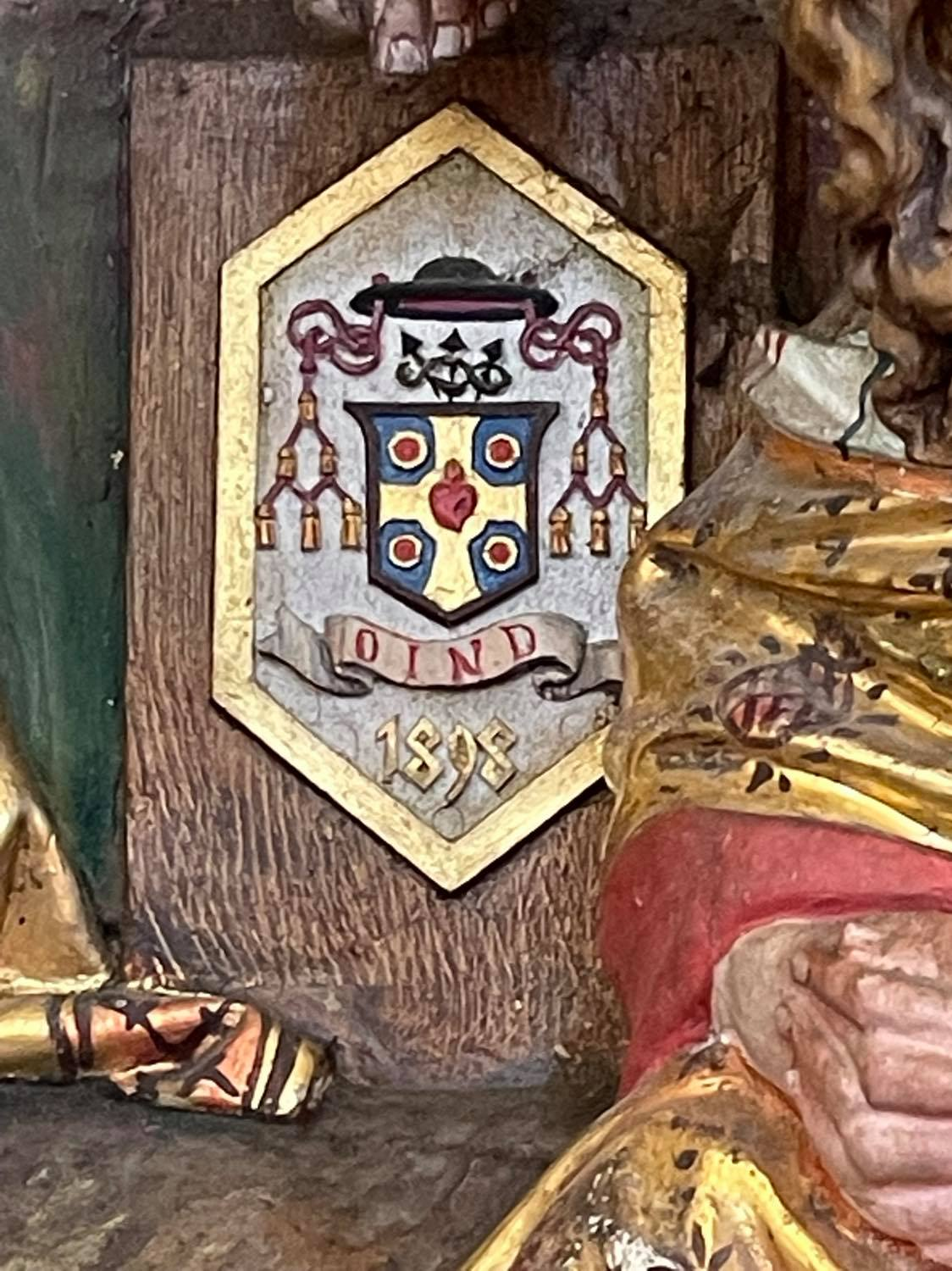
Blason de Karl-Ernst Schrod dans l'église Sankt Martin de Bickendorf

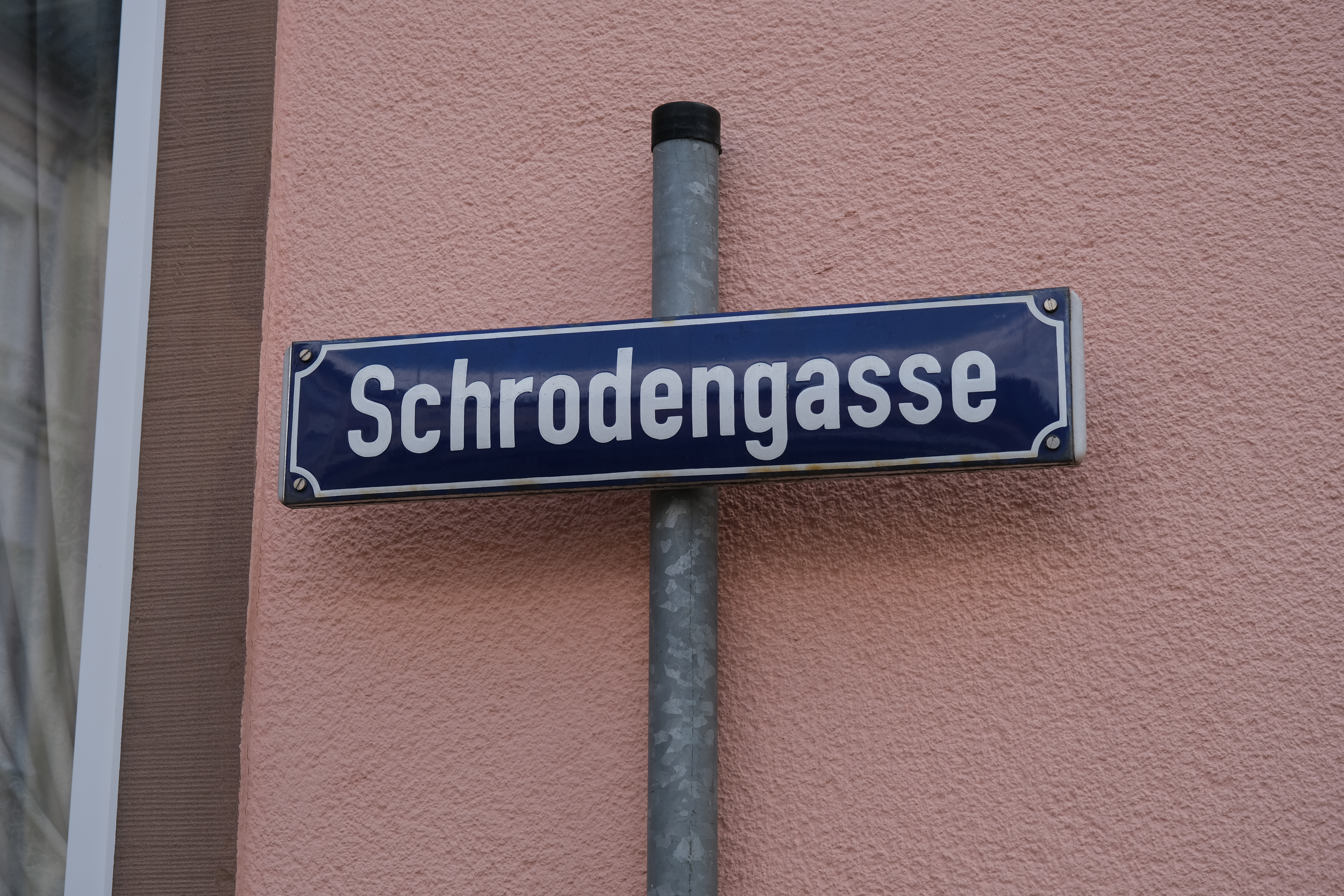
Schrodengasse à Bitburg